# 1978-as labdarúgó-világbajnokság-selejtező (UEFA – 9. csoport)
Az 1978-as labdarúgó-világbajnokság európai 9. selejtezőcsoportjának mérkőzéseit, és a csoport végeredményét tartalmazó lapja. A csoportban körmérkőzéses, oda-visszavágós rendszerben játszottak egymással a labdarúgó-válogatottak. A selejtezőket 1976. október 9. és 1977. május 28. között rendezték. A csoport győztese interkontinetális pótselejtezőt játszott a dél-amerikai zóna harmadik helyezettjével és a győztes résztvevője lett az 1978-as labdarúgó-világbajnokságnak.
A csoportban Görögország, Magyarország és a Szovjetunió szerepelt.
Magyarország végzett a csoport élén és játszhatott interkontinetális pótselejtezőt Bolívia ellen, amit megnyert és kijutott az 1978-as világbajnokságra.

## Tabella
| Hely. | Csapat       | M | Gy | D | V | G+ | G– | Gk | P | Továbbjutás                    |     | Magyarország | Szovjetunió | Görögország |
| ----- | ------------ | - | -- | - | - | -- | -- | -- | - | ------------------------------ | --- | ------------ | ----------- | ----------- |
| 1.    | Magyarország | 4 | 2  | 1 | 1 | 6  | 4  | +2 | 5 | Interkontinetális pótselejtező |     | —            | 2–1         | 3–0         |
| 2.    | Szovjetunió  | 4 | 2  | 0 | 2 | 5  | 3  | +2 | 4 |                                |     | 2–0          | —           | 2–0         |
| 3.    | Görögország  | 4 | 1  | 1 | 2 | 2  | 6  | −4 | 3 |                                | 1–1 | 1–0          | —           |             |

## Mérkőzések
| 1976. október 9. |

| Görögország    | 1 – 1       | Magyarország |
| -------------- | ----------- | ------------ |
| Papajoánnu 68' | Jegyzőkönyv | Kereki 84'   |

| Karaiszkákisz Stadion, Pireusz Nézőszám: 27 000 Játékvezető: Franz Wöhrer (osztrák) |

| 1977. április 24. |

| Szovjetunió             | 2 – 0       | Görögország |
| ----------------------- | ----------- | ----------- |
| Konykov 26' Kipiani 77' | Jegyzőkönyv |             |

| Lenin Stadion, Moszkva Nézőszám: 50 000 Játékvezető: Jean Dubach (svájci) |

| 1977. április 30. |

| Magyarország           | 2 – 1       | Szovjetunió |
| ---------------------- | ----------- | ----------- |
| Nyilasi 44' Kereki 67' | Jegyzőkönyv | Kipiani 88' |

| Népstadion, Budapest Nézőszám: 70 000 Játékvezető: Heinz Aldinger (nyugatnémet) |

| 1977. május 10. |

| Görögország    | 1 – 0       | Szovjetunió |
| -------------- | ----------- | ----------- |
| Papajoánnu 58' | Jegyzőkönyv |             |

| Kaftanzóglio Stadion, Szaloniki Nézőszám: 32 000 Játékvezető: Cesare Gussoni (olasz) |

| 1977. május 18. |

| Szovjetunió                  | 2 – 0       | Magyarország |
| ---------------------------- | ----------- | ------------ |
| Burjak 3' Bálint 14' (öngól) | Jegyzőkönyv |              |

| Dinamo Stadion, Tbiliszi Nézőszám: 70 000 Játékvezető: John Keith Taylor (angol) |

| 1977. május 28. |

| Magyarország                        | 3 – 0       | Görögország |
| ----------------------------------- | ----------- | ----------- |
| Pusztai 13' Nyilasi 15' Fazekas 88' | Jegyzőkönyv |             |

| Népstadion, Budapest Nézőszám: 75 000 Játékvezető: Johannes Beck (holland) |

## Góllövőlista
|  |  |